# Gara Atârnați
Gara Atârnați este o stație de cale ferată care deservește comuna Drăgănești de Vede, județul Teleorman, România.